# Освајачи олимпијских медаља у атлетици, жене
Освајачи олимпијских медаља у атлетици за жене су приказани у 22 дисциплине које су тренутно на програму Олимпијских игара као и у 4 некадашње атлетске дисциплине које су се појавиле на неким од ранијих игара, али које више нису у програму.